# Nia Jones
Nia Jones (* 6. April 1992 in Wrexham, Wales) ist eine walisische Fußball- und Netzballspielerin. Sie war sowohl im Fußball als auch im Netball für die jeweilige walisische Nationalmannschaft aktiv.

## Fußballkarriere
Nia Jones begann ihre Fußballkarriere bei Northop Hall Girls FC und schloss sich im Jahr 2010 Cardiff City an. Im Jahr 2011 wurde sie von der Football Association of Wales, kurz FAW, als „Women’s Young Player of the Year“ ausgezeichnet. Nach fünf Spielzeiten in Cadiff wechselte sie zum FC Reading, wo sie zwei Spielzeiten aktiv war. Im Jahr 2017 spielte sie während der „Frühlingssaison“ der FA Women’s Super League für Yeovil Town und absolvierte acht Spiele. Nia Jones wurde mehrere Male in die walisische Fußballnationalmannschaft berufen. Zum Beispiel kam sie am 22. September 2015 beim EM-Qualifikationsspiel zwischen Österreich und Wales zum Einsatz.

## Netballkarriere
Im Netball ist Nia Jones als Tor- oder Außenverteidigerin aktiv. Ihre Karriere begann sie beim Mold Netball Club und war später für die Celtic Dragon und die Severn Stars aktiv. Zudem gehörte sie auch mehrere Mal der walisischen Netball-Nationalmannschaft an. Zum Beispiel nahm sie im Jahr 2013 gemeinsam mit der Walisischen Mannschaft an der European Netball Championship teil. Dabei konnte sie gemeinsam mit Wales den Titel gewinnen, Ein Jahr später gehörte sie zum walisischen Netball-Aufgebot bei den Commonwealth Games 2014. Gemeinsam mit der walisischen Mannschaft belegte Nia Jones den achten Platz. Vier Jahre später nahm sie erneut als Teil der Netball-Nationalmannschaft von Wales an den Commonwealth Games teil und belegte mit ihrer Mannschaft den elften Platz.

## Auszeichnungen
- 2011: FAW Women’s Young Player of the Year[2]

## Persönliches
Nia Jones kam in Wrexham auf die Welt und ging an der Ysgol Maes Garmon in Mold in der Grafschaft Flintshire zur Schule. Nachdem sie ihre schulische Ausbildung abgeschlossen hatte, studierte sie an der Cardiff Metropolitan University Sport und PE.